# Ellen Lundström
Ellen Lundström (Göteborg, 23 aprile 1919 – Stoccolma, 6 marzo 2007) è stata una ballerina e coreografa svedese.

## Biografia
Fu la seconda moglie di Ingmar Bergman, dal 1947 al 1952, con cui ebbe quattro figli: Eva, Jan, Anna e Mats Bergman.